# Finsk Energiindustri
Finsk Energiindustri (finska: Energiateollisuus) är en finländsk närings- och arbetsmarknadspolitisk intresseorganisation för elektricitets- och fjärrvärmesektorn. 
Finsk Energiindustri grundades 2004 och har sitt säte i Helsingfors. Till organisationens verksamhetsområden hör bland annat produktion, anskaffning, överföring och försäljning av elektricitet och fjärrvärme samt drift, underhåll och byggande av nät och kraftverk. Då Finsk Energiindustri bildades anslöt sig Energibranschens centralförbund Finergy, Finska elenergiförbundet Sener, Finska fjärrvärmeföreningen och Energibranschens arbetsgivarförbund till organisationen. Antalet medlemmar uppgår till 240 (2010).